# Commiphora tsimanampetsae
Commiphora tsimanampetsae är en tvåhjärtbladig växtart som beskrevs av René Paul Raymond Capuron. Commiphora tsimanampetsae ingår i släktet Commiphora och familjen Burseraceae. Inga underarter finns listade i Catalogue of Life.